# Diana Calderón
Diana Calderón Fernández (Barranquilla, Colombia; 10 de septiembre de 1967) es una periodista colombiana. 

## Trayectoria
Directora del servicio informativo de la estación Caracol Radio y ganadora del «premio de periodismo Simón Bolívar». Fue periodista del diario El Tiempo entre 1987 y 1991, editora general de Cromos, directora del Noticiero 24 Horas y de Señal Colombia, directora periodística de La FM y columnista del diario El País. También fue investigadora de la Sociedad Interamericana de Prensa hasta 2010. Fue moderadora de las audiencias televisadas en el proceso de paz en El Caguán.